# 451 (číslo)
Čtyři sta padesát jedna je přirozené číslo. Následuje po číslu čtyři sta padesát a předchází číslu čtyři sta padesát dva. Římskými číslicemi se zapisuje CDLI a řeckými číslicemi υνα.

## Matematika
451 je:
- Deficientní číslo
- Složené číslo
- Nešťastné číslo

## Astronomie
- (451) Patientia je planetka hlavního pásu, kterou objevil v roce 1899 Auguste Charlois

## Kultura
- 451 stupňů Fahrenheita je román spisovatele Raye Bradburyho, jehož název odkazuje na teplotu (232,8 °C), při které se papír vznítí a hoří

## Roky
- 451
- 451 př. n. l.